# Ordre national du Mérite (Togo)
L'ordre national du Mérite est un ordre honorifique togolais. Il récompense les mérites distingués acquis dans l'exercice d'une fonction publique, civile ou militaire, d'un emploi privé ou d'une activité professionnelle privée. Il est subordonné à l'ordre du Mono par préséance. Son Grand Maître est le Président de la République togolaise.

## Historique
L'ordre national du Mérite est créé le 26 mars 1973 par le décret n° 73-85.

## Composition
L'ordre comporte 3 grades et 2 dignités :

### Grades
- Chevalier
- Officier
- Commandeur

### Dignités
- Grand officier
- Grand-croix

| Rubans de l'Ordre du Mono | Rubans de l'Ordre du Mono | Rubans de l'Ordre du Mono | Rubans de l'Ordre du Mono | Rubans de l'Ordre du Mono |
| ------------------------- | ------------------------- | ------------------------- | ------------------------- | ------------------------- |
| Grand-croix               | Grand officier            | Commandeur                | Officier                  | Chevalier                 |

## Récipiendaires
- Hosni Moubarak, Grand-croix, Président de la République arabe d'Égypte
- Adamas Koudou, promoteur du thé thérapeutique africain Natuthé Kinkeliba[2].
- Gogoligo, humoriste togolais[3].